# Fontana (Automarke)
Fontana war eine brasilianische Automarke.

## Markengeschichte
Romeu Fontana gründete 1984 sein Unternehmen in São Paulo zur Produktion von Automobilen. Der Markenname lautete Fontana. Es ist nicht bekannt, wann die Produktion endete, aber ab 1994 arbeitete Fontana für andere Unternehmen.

## Fahrzeuge
Das erste Modell war ein Geländerennwagen auf einem Fahrgestell von Volkswagen do Brasil und einem Aufbau aus Rohren. Genannt sind die Versionen Competição für Rennen und Passeio, möglicherweise mit Straßenzulassung.
Außerdem entstanden zehn Fahrzeuge im Stil eines Geländewagens auf dem Fahrgestell vom VW Brasília mit einer zweitürigen Karosserie aus Fiberglas. Auffallend waren die vier eckigen Scheinwerfer in der Fahrzeugfront.